# Quận San Juan, Washington
Quận San Juan là một quận thuộc tiểu bang Washington, Hoa Kỳ.
Quận này được đặt tên theo St. John the Baptist (San Juan Bautista) bởi nhà thám hiểm Tây Ban Nha Francisco de Eliza vào năm 1791. Theo điều tra dân số của Cục điều tra dân số Hoa Kỳ năm 2000, quận có dân số 14.077 người. Quận lỵ đóng ở Friday Harbor. Quận này đã là một phần của quận Whatcom cho đến ngày 31/10/1873.

## Địa lý
Theo Cục điều tra dân số Hoa Kỳ, quận có diện tích 621 dặm vuông Anh (1.610 km2), trong đó có 446 dặm vuông Anh (1.160 km2) là diện tích mặt nước. Đỉnh cao nhất là núi Constitution ở đảo Orcas với độ cao 734 mét trên mực nước biển.